# Gabriel Godlewski
Gabriel Godlewski herbu Gozdawa (ur. 1851 w Kępiu, zm. w listopadzie 1909 w Bukowej Woli) – polski ziemianin, agronom, działacz społeczny oraz publicysta warszawskich czasopism „Niwa” i „Słowa”, a także "Głosu Warszawskiego" i "Wiadomości Codziennych".

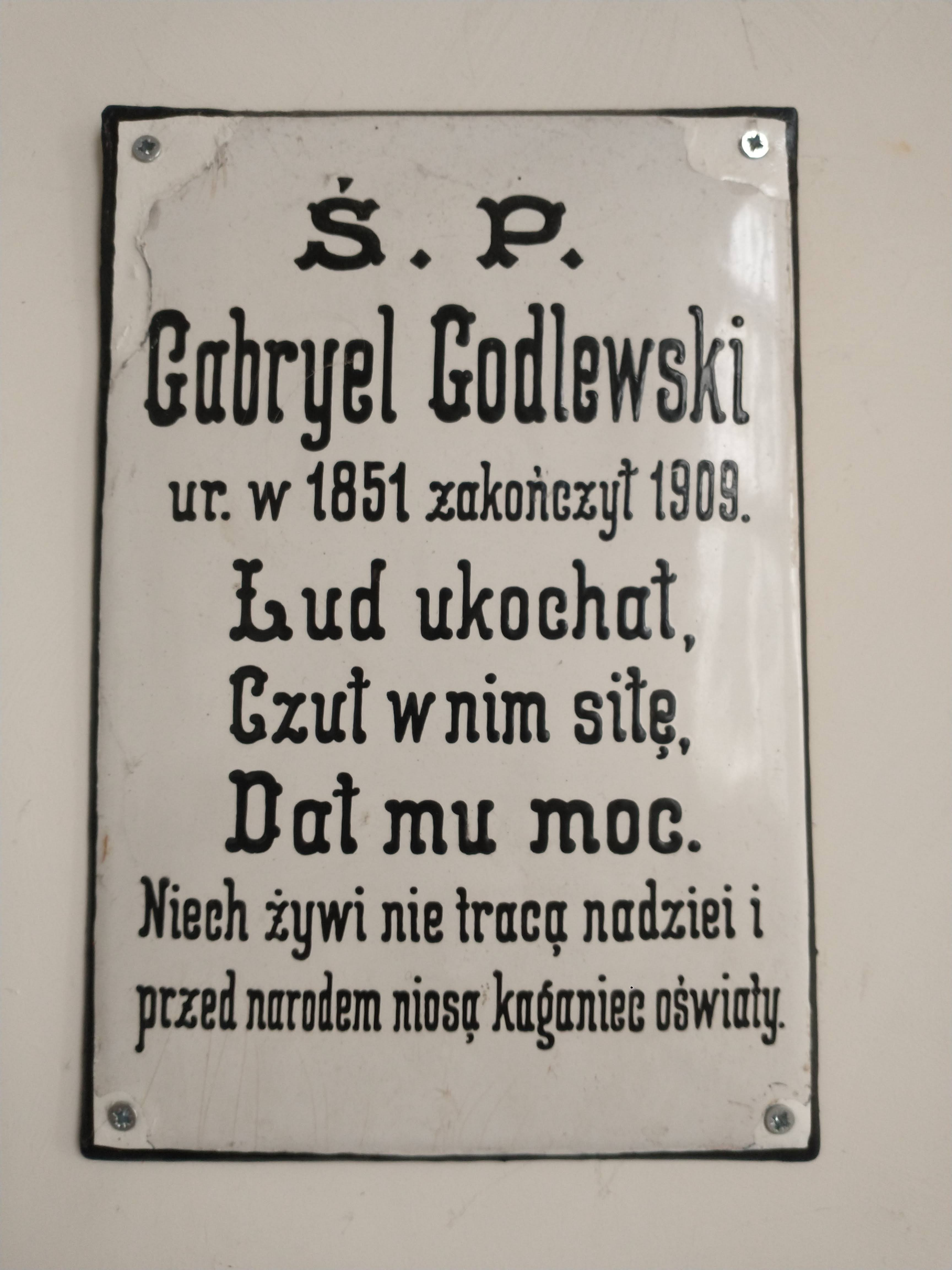
Tablica w miechowskiej bazylice Grobu Bożego

## Życiorys
Studiował rolnictwo na uniwersytetach w Berlinie i Lipsku. Z jego inicjatywy w 1889 utworzono Kieleckie Towarzystwo Rolnicze w Klonowie (pierwsze na ziemiach Królestwa Polskiego), inicjował też powstawanie kółek rolniczych. W 1903 był pomysłodawcą urządzenia wystawy rolniczej w Miechowie. W 1906 opublikował pracę „O sprawie agrarnej”. W 1909 opuścił Polskę pod naciskiem władz carskich. Mogło to mieć wpływ na jego nieodległą w czasie śmierć. Pochowano go na cmentarzu w Miechowie.
Stanisław Wyspiański zadedykował Godlewskiemu dramat „Wesele”.

## Rodzina
Miał córkę Anielę Zdanowską (1882-1970), która została żoną posła Juliusza Zdanowskiego.